# Carl Gottlieb Ferdinand von Sandretzki
Carl Gottlieb Ferdinand Freiherr von Sandretzki (auch Sandretzky) (* 26. September 1746 in Langenseifersdorf, Kreis Reichenbach; † 2. November 1803) war ein preußischer Landrat.

## Herkunft und Werdegang

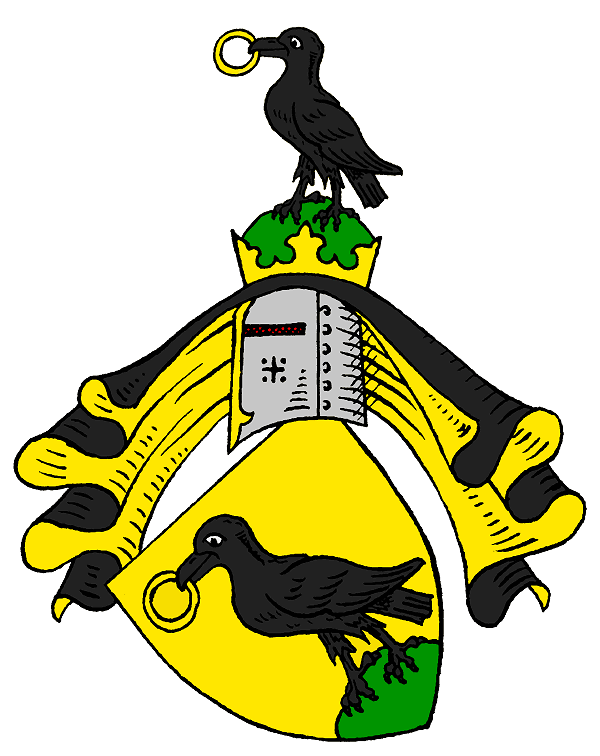
Stammwappen derer von Sandreczky

Carl Gottlieb Ferdinand Freiherr von Sandretzki war Angehöriger des böhmischen Uradelsgeschlechts Sandreczky. Er war der Sohn von Gottlieb Friedrich Freiherr von Sandretzki (1721–1748), Erbherr auf Langenseifersdorf und dessen Ehefrau Eleonora Sophia, geb. von Senitz und Rudelsdorf. Carl Gottlieb immatrikulierte sich im April 1765 an der Universität Frankfurt (Oder) für ein Studium der Rechtswissenschaften, wo er in den Genuss eines schlesischen Stipendiums kam. Seine Studien beendete er zu Ostern 1768, um im Anschluss die erste Prüfung abzulegen. Nachdem er seit Juli 1768 als Referendar beim Kammergericht in Berlin gearbeitet hatte, ersuchte er im Oktober 1770 um Zulassung zum großen Examen, das er kurze Zeit später bestand. Am 6. September 1772 wurde er in Königsberg zum Hofgerichtsrat ernannt. Aufgrund seines schlechten Gesundheitszustands bat er bereits im März 1774 um seinen Abschied, der ihm im Juni 1774 gewährt wurde. Neuerliche Versuche den Dienst wieder aufzunehmen, zunächst 1775 und zuletzt 1776 bei der Breslauer Oberamtsregierung, wurden noch abschlägig beschieden. Stattdessen wurde er wenige Jahre später mittels Ordre vom 28. Februar 1781 zum neuen Landrat des Kreises Frankenstein ernannt. Er folgte damit Christian Wilhelm von Prittwitz und Gaffron im Amt, der im gleichen Monat von seinem Dienst verabschiedet worden war. Das Amt als Landrat übte er bis zum Jahr 1785 aus, Nachfolger wurde 1787 ein von Siewert.